# Society of Christian Philosophers
La Society of Christian Philosophers, abbreviata come SCP, è un'associazione statunitense fondata nel 1978.  Essa è un'organizzazione aperta a qualsiasi persona interessata alla filosofia che si reputi cristiana. L'affiliazione non è limitata all'appartenenza al mondo accademico, dei filosofi professionisti o a qualche scuola filosofica in particolare.
Gli incontri si svolgono generalmente in collaborazione con l'American Catholic Philosophical Association, le divisioni orientale, centrale e del Pacifico dell'American Philosophical Association e della Canadian Philosophical Association nonché presso il World Congress of Philosophy. La SCP pubblica la rivista accademica trimestrale Faith and Philosophy.

## Presidenti
- 1978–1981: William Alston
- 1981–1983: Robert Merrihew Adams
- 1983–1986: Alvin Plantinga
- 1986–1989: Marilyn McCord Adams
- 1989–1992: George I. Mavrodes
- 1992–1995: Nicholas Wolterstorff
- 1995–1998: Eleonore Stump
- 1998–2001: C. Stephen Evans
- 2001–2004: Robert Audi
- 2004–2007: Linda Zagzebski
- 2007–2010: William J. Wainright
- 2010–2013: Peter van Inwagen
- 2013–2016: Michael Rea
- 2016–2019: Michael Bergmann
- 2020–presente: Terence Cuneo